# 阿普拉霉素
阿普拉霉素又称安普霉素，是一种氨基糖苷类抗生素，于19世纪60年代研制成功，具有广谱抗菌活性，它是由黑暗链霉菌族菌产生的一种氨基环醇类抗生素，主要通过干扰原核生物核蛋白质的合成而抑制细菌的繁殖，对畜禽感染的革兰氏阴性菌有较强抗菌活性，特别是对对其他抗生素耐药的大肠杆菌和沙门氏菌等有强抗菌作用，且不易产生抗药性。